# Вырнав, Теодор
Теодор Вырнав (рум. Teodor Vîrnav; 1 марта 1801, Флорешть, уезд Васлуй, Молдавское княжество — 25 февраля 1868, Почумбень, уезда Бэлць, Объединённое княжество Валахии и Молдавии (ныне Почумбены (Рышканский район), Молдова) — бессарабский прозаик и поэт. Автор первого произведением мемуарной литературы на румынском языке.

## Биография
Сын мелкопоместного дворянина. Получил домашнее образование. С 1818 года жил в Бессарабии. Недолго служил в суде города Хотина в качестве «пишущего на молдавском языке» («scriitor în limba moldovenească»), затем — начальник бюро.
В 1822 году купил поместья под Яссами и Хотином, проживал в селе Бурлэнешть (ныне Единецкий район). В 1840 году переехал на жительство в село Почумбень, где оставался до конца своей жизни, занимаясь сельским хозяйством.

## Творчество
Автор сатирических произведений и лирической поэзии, из которых до наших дней дошла только сатира «Соседу-мошеннику» (рум. Unui megieş speculant).
Автобиографическая повесть Вырнава «История моей жизни» (рум. Istoria vieţii mele; 1845) считается первым мемуарным сочинением в литературе Молдовы. Фольклорист А. Горовей, к которому попала рукопись этой книги, опубликовал её в 1908 году отдельным изданием и в предисловии написал, что это произведение является «одним из немногих документов, которые освещают нашу жизнь начала прошлого века». Его значение усиливается благодаря тому факту, что Т. Вырнав, который прожил большую часть своей жизни в Молдове, где в то время не существовало молдавской культурной среды, написал свои мемуары на румынском языке.

## Избранные произведения
- «Istoria vieţii mele». Cu o pref. de Artur Gorovei, Buc, 1908;
- «Istoria vieţii mele» (Fragmente), în vol.: Bogaci Gh., Istru B., Portnoi R. «Literatura moldovenească a veacului XIX» − Chişinău, 1951.